# Sövér Elek
Sövér Elek (Gyergyóalfalu, 1937. július 25. – Csíkszereda, 1982. május 7.) romániai magyar festőművész, grafikus.

## Életpályája
Középiskolai tanulmányait a marosvásárhelyi Képzőművészeti Középiskolában végezte 1955-ben, ahol Barabás István, Bordi András, Piskolti Gábor és Nagy Pál voltak a tanárai. A kolozsvári Ion Andreescu Képzőművészeti Főiskola festészeti szakán  szerzett oklevelet, Kádár Tibor és Feler Petru tanítványaként.
A főiskola elvégzése után 1961-ben Aradra helyezték ki rajztanárnak. 1962 és 1970 között szülőfalujában tanított, majd 1970-től Csíkszeredában folytatta tanári pályáját. 1973-tól 1981-ig a csíkszeredai Zene- és Képzőművészeti Iskola igazgatója volt.
Tájképeket és portrékat festett, különböző életképeket jelenített meg alkotásaiban. Nagy Istvánt tekintette eszményképének. Pályája kezdetén expresszionista grafikával próbálkozott,  merész gesztusokkal, kifejező színhatással jelenítette meg a Székelyföld tájait, emberi típusait.
1962-től tartományi, később megyei képzőművészeti tárlatokon vett részt. Első egyéni kiállítására 1966-ban került sor Gyergyóalfaluban. Számos erdélyi csoportos és egyéni kiállításon,  valamint Bukarestben is bemutatta munkáit. Festményei eljutottak külföldre is, többek között 1974-ben New Yorkban állították ki  alkotásait egy csoportos kiállításon.
1967-ben Magyarországon, 1972-ben a Szovjetunióban tett tanulmányutat. Éveken át résztvevője volt a gyergyószárhegyi képzőművészeti alkotótábornak; négy olajképet és egy akvarellt hagyott a tábor gyűjteményében. Köztük található életműve két legkimagaslóbb alkotása, a Kék ruhás lány akvarellje és a Tatárok hídja.
1968-tól a Képzőművészeti Alap tagja és a Képzőművészek Országos Szövetségének tagjelöltje. Monumentális alkotásai láthatók a csíkszeredai Fenyő szállodában és a gyergyócsomafalvi művelődési otthonban.
1982. május 7-én hunyt el Csíkszeredában. Szülőfalujában, Gyergyóalfaluban helyezték örök nyugalomra.

## Emlékezete
A Nagy István Zene- és Képzőművészeti Líceumban 2002. március 14-én az Iskolanapokon szervezett ünnepségsorozat keretében volt igazgatójukra emlékeztek a tanárok és diákok. Születésének hatvanötödik és halálának huszadik évfordulója alkalmával az iskola falán emlékplakettet helyeztek el. Megemlékező beszédet mondott Imecs László tanár, ugyanakkor  emlékkiállítást szerveztek a Golden Gallery kiállítótermében.
Születése hetvenedik és halála huszonötödik évfordulója alkalmából, 2007. augusztus 6-án a Csíkszeredai Városnapok keretében került sor az életművét bemutató kiállításra a Csíki Székely Múzeumban.
Munkásságát Márton Árpád festőművész méltatta.
Gyergyóalfaluban a szakközépiskola és a művelődési ház viseli nevét, szülőházán márványtábla őrzi emlékét. 2002. március 14-én emlékplakettet helyeztek el a Csíkszeredai Nagy István Művészeti Líceum falán. 2002. május 10-én Gyergyóalfaluban emlékszobát avattak a fiatalon elhunyt festőművész tiszteletére.

## Főbb művei
- Ablakban
- Alfalvi földműves
- Alfalvi táj
- Alkonyat
- Alkonyat Alfaluban
- Apám
- Anyám
- Arckép
- Baktai táj
- Balázs József
- Benke András
- Betegágyon
- Bucsin
- Bucsin-tető
- Csenge
- Csűr
- Évszakok
- Fagyott föld
- Feleségem, Judit
- Ilike
- Judit
- Karda család portréi
- Karda Emese
- Kék ruhás lány
- Kendős öregasszony
- Kincses Emese
- Leányarckép
- Mama
- Mari néni
- Marosfő
- Marosfői táj
- Mezőn
- A mi városnegyedünk
- Pihenés
- Pityókaszedés
- Orbán Gyula
- Önackép
- Öregasszony
- Öregember
- Szereplők
- Tatárok hídja
- Tájkép
- Tamás bácsi
- Téli reggel
- Út
- Úz völgye
- Várakozás
- Vorzsák
- Zsolt fiam
- Zsuzsi

## Köztéri művei
- 1976 Fenyő Szálló Csíkszereda
- 1976 Művelődési Otthon Gyergyócsomafalva

## Kiállítások

### Egyéni kiállítások
- 1966 Gyergószentmiklós
- 1973 Kézdivásárhely
- 1973 Székelyudvarhely
- 1976 Csíkszereda
- 1978 Kolozsvár
- 1979 Csíkszereda
- 1981 Csíkszereda
- 1983 Csíkszereda
- 2002 Csíkszereda
- 2002 Gyergyóalfalu
- 2007 Csíkszereda
- 2007 Gyergyóalfalu

### Csoportos kiállítások
- 1962 Marosvásárhely
- 1968 Bukarest
- 1968 Marosvásárhely
- 1971 Csíkszereda
- 1974 New York
- 1977 Kovászna
- 1978 Kolozsvár

## További irodalom
- Székely János: Egy rögeszme genezise. Bukarest, 1978.
- Nagy Z.: A hűség ereje. In: Korunk, 1984/2

## Külső hivatkozások
- Csíki Székely Múzeum[halott link]
- Gyergyóalfalu
- Tankönyvtár
- Udvardy Frigyes: A romániai magyar kisebbség történeti kronológiája[halott link]